# 존 마셜
존 마셜(John Marshall, 1755년 9월 24일 - 1835년 7월 6일)은 미국의 정치인이자, 법률가로 제4대 연방 대법원장을 역임하였고, 의회 의원, 제4대 미국 국무장관도 역임했다. 제3대 대통령 토머스 제퍼슨은 그의 친척이다.
마셜은 버지니아주 포키어 카운티 저먼타운 (현재 미들랜드)에서 태어났다. 그는 미국 독립 전쟁 초기에 컬페퍼 민병대의 일원이었으며, 1776년 7월 30일 제3 버지니아 컨티넨탈 연대에 입대하여 대위로 승진하였다. 그는 많은 중요한 전쟁에서 공헌을 했다. 그는 전후 변호사가 되어, 버지니아의 연방당 조직을 결성하는 지도자가 되었다. 그의 능력은 중앙 정부로부터 주목받아 여러 번 외교관을 제시받았지만, 버지니아에 머무는 것을 선택했다. 그러나 1797년에 프랑스와 협상을 위해 삼인위원회 위원직을 수락했다. 그러나 프랑스 대표 탈레랑은 협상 테이블에 앉는 대가로 거액의 뇌물을 요구하였고(XYZ 사건 참조) 마셜은 이 요구를 거절하고 국가의 명예와 존엄을 지켰다. 그 후 그는 의회 의원, 또한 제2대 대통령 존 애덤스 휘하에서 국무 장관을 역임한다. 연방 의회 선거에서 연방당이 대패하자, 1801년 연방 대법원장이 된다. 수많은 헌법상의 중요 판결, 대법원의 권위를 높이는 초석을 쌓아 후세에 가장 존경받는 판사가 되었다.

## 생애

### 초기
1755년 9월 24일 존 마셜은 버지니아주 변방, 현재의 미들랜드 근처의 포키어 카운티의 시골이었던 저먼타운 근처의 통나무집에서 아버지 토마스 마셜과 투카호의 토마스 랜돌프의 손녀인 메리 이스햄 케이트 부부 사이에서 태어났다. 15 형제 중 맏이로, 존은 여덟 자매와 여섯 형제를 가지고 있었다. 또한 여러 명의 사촌들도 같이 가족과 함께 자랐다. 어릴 때부터 그는 유머 감각과 강력하고, 꿰뚫는 듯하며, 지혜로 반짝이는 검은 눈동자로 주목을 받았다.
토마스 마셜은 페어팩스 경이 세운 토지회사의 측량사로 일을 했으며, 그것은 상당한 벌이가 되었다. 1760년 초에 마셜 가는 저먼타운을 떠나 48 km 떨어진 블루 릿지 경사로 동쪽에 있는 리즈 장원으로 이주를 하였다. 구스크릭 강변에서 토마스 마셜은 통나무집을 지었고, 떠나온 저먼타운의 방구조와 유사하게 1층에는 방이 2개가 있고, 윗층에도 2개의 방이 있었다. 토마스 마셜은 당시까지 제대로 자리를 잡지 못했으며, 그 집을 리처드 헨리 리 대령으로부터 임대를 받아 사용했다. 가족은 새집을 ‘할로우’라고 불렀으며, 그곳에서 마셜은 10년동안 성장기를 보냈다. 1773년 마살 가족은 다시 한번 이사를 갔다. 그때 토마스 마셜은 상당한 재산을 모아 할로우에서 북서쪽으로 10마일 떨어진 곳에 노스 코블러 산 인접한 곳에 6.9km2에 이르는 땅을 샀다.
그는 먼저 목사와 교사로부터 총 2년 정도 교육을 받은 후, 미국 독립 전쟁 시기에 윌리엄 앤 메리 대학교에서 3개월 정도 법률 강의를 수강했다. 그는 원래 대학에서는 그다지 근면한 사람은 아니었다. 그의 논리적 능력이 꽃 피게 한 것은 오히려 버지니아 변호사가 되어 실무 경험을 쌓은 후이다. 당시의 법률 교육은 이러한 도제 제도가 핵심이었다. (그의 사물의 본질을 간파하는 직관력과 논리적 사고력은 탁월하였고, 그러한 보기 드문 능력은 나중에 그가 내린 수많은 중요한 판결의 법정 의견에서 단적으로 나타나게 된다.)

### 국무장관
그 후 마셜은 제2대 대통령 존 애덤스 시절 대법원 장관 취임을 제안받았다. 그러나 마셜은 연방 의회 의원 선거에 출마를 선택했다. 그는 1799년에 의원으로 선출되어 1800년 6월 6일에 국무장관 에 취임했다. 그는 공해상에서 미국의 권리에 대한 방해에 반대하고 외교에 힘을 줄 수 있는 강한 해군을 만드는 정책을 채택했다.

### 대법원장
마셜은 제2대 대통령 존 애덤스에 의해 1801년 1월 31일 대법원장에 임명되었다. 대법원에서 마셜은 헌법 해석을 통해 연방의 권한을 보장하고, 연방 사법부와 헌법의 권위 확립에 큰 기여를 했다. 그는 일련의 역사적인 여러 판결을 통해 당시 매우 약체였던 사법부를 의회(입법부)와 대통령 (행정부)과 동등한 영향력을 가지는 독립적 지위로 높여가는 첫 걸음 디뎠다.
그의 내린 판결에서 가장 유명한 것은 마베리 대 매디슨 판결이다. 연방법에 대한 위헌 입법 심사 제도의 원리는 마셜의 “헌법에 반하는 법률은 법이 아니다”라는 법정 의견에 의해 단적으로 표현되었다. 당시까지 연방 대법원에서도 연방 법률의 합헌성을 판단하는 사례는 존재했지만, 위헌이라고 표현한 것은 최초의 사건이었으며, 그 이론에 따라 그가 법정 의견에서 상세하게 말했던(소위 Marshall's Opinion) 것은 큰 의미를 지니게 되었다. 즉, 마셜의 판결에 따라 이론적인 의미에서 연방 대법원에 위헌법률 심사제도가 확립된 것이다.
신생 국가인 미국은 각 지역의 이기주의에 의해 분열되는 공포에 자주 노출되었다. 마셜은 재삼에 걸쳐 헌법의 조항을 넓게 해석하고, 특정 분야에서 주정부에 대한 연방 정부의 우위를 확보했다. 오늘 가장 중요한 헌법 해석의 대부분은 마셜이 해석한 것이며, 후세에서도 가장 유명한 연방 대법원장이 되었다.
마셜이 연방 대법원장을 맡는 동안 5명의 대통령이 바뀌었다. 취임 초기에는 토머스 제퍼슨 대통령 사이에 다툼이 있었지만, 그 후는 연방 정부에서 점차 안정된 판결로 지지를 얻었고 대법원의 권위를 높여 갔다. 그러나 만년에 앤드루 잭슨 대통령의 잭슨 민주주의의 부상과 국가 권한론의 융성을 앞두고 자신의 법적 안정성과 중앙 집권을 지향하는 여러 판결로 서서히 힘을 잃어가는 것을 목격하게 된다.
그는 약 35년간 연방 대법원장을 역임하였고, 1835년 7월 6일에 사망했다. 그의 고결한 인품과 상냥하고 사람을 끌어 당기는 장점은 정적으로부터도 칭찬을 받았다. 연방 정부에서 그의 사망의 소식을 접하자 당파를 초월하여 애도를 표했다.

## 역대 선거 결과
| 선거명      | 직책명                         | 대수 | 정당   | 득표율 | 득표수 | 결과 | 당락                     |
| ----------- | ------------------------------ | ---- | ------ | ------ | ------ | ---- | ------------------------ |
| 1799년 선거 | 하원의원 (버지니아 제13선거구) | 6대  | 연방당 | 52.24% | 771표  | 1위  | 버지니아주 하원의원 당선 |
| 1816년 선거 | 미국의 부통령                  | 6대  | 연방당 | 1.84%  | 4표    | 4위  | 낙선                     |